# Procalpurnus
Procalpurnus là một chi ốc biển, là động vật thân mềm chân bụng sống ở biển thuộc họ Ovulidae.

## Các loài
Các loài thuộc chi Procalpurnus bao gồm:
- Procalpurnus lacteus (Lamarck, 1810)[2]
- Procalpurnus semistriatus (Pease, 1862)[3]